# Clinus spatulatus
Clinus spatulatus is een  straalvinnige vissensoort uit de familie van beschubde slijmvissen (Clinidae). De wetenschappelijke naam van de soort is voor het eerst geldig gepubliceerd in 1983 door Bennett.
De soort staat op de Rode Lijst van de IUCN als Bedreigd, beoordelingsjaar 1996.